# Chronologie de la Libération en France
Ce tableau chronologique présente la libération des villes ou territoires de France métropolitaine entre 1943 et 1945.
| Date               | Lieu                   | Dép.  | Région                     | Armée(s) libératrice(s) | Sources, articles connexes et notes |
| ------------------ | ---------------------- | ----- | -------------------------- | --- | --- |
| 9 septembre 1943   | Ajaccio                | 2A    | Corse                      | Française : 1er bataillon parachutiste de choc, 4e division marocaine de montagne et 2e Groupe de Tabors Marocains                        | Libération de la Corse |
| 10 septembre 1943  | Sartène                | 2A    | Corse                      | Française : 1er bataillon parachutiste de choc, 4e division marocaine de montagne et 2e Groupe de Tabors Marocains                        | Libération de la Corse |
| 23 septembre 1943  | Porto-Vecchio          | 2A    | Corse                      | Française : 1er bataillon parachutiste de choc , 4e division marocaine de montagne et 2e Groupe de Tabors Marocains                       | Libération de la Corse |
| 4 octobre 1943     | Bastia                 | 2B    | Corse                      | Française : 73e goum du 6e tabor | Libération de la Corse |
| 7 juin 1944        | Bayeux                 | 14    | Basse-Normandie            | Britannique : 2e bataillon du Gloucestershire Regiment et 56e brigade d'infanterie                                                        | Sans combats. |
| (7 juin 1944)      | Guéret                 | 23    | Limousin                   | Française : maquis du Limousin | Reprise par les Allemands le 9 juin. Libération de Guéret                                                                                  |
| (8 juin 1944)      | Tulle                  | 19    | Limousin                   | Française : maquis du Limousin. | Réoccupée dans la soirée par la 2e division SS « Das Reich » en perpétuant le massacre de Tulle                                            |
| (8 juin 1944)      | Nantua                 | 01    | Rhône-Alpes                | Française : maquis de l'Ain et du Haut-Jura.                                                                                              | Réoccupée en juillet lors de l'opération Treffenfeld                                                                                       |
| 12 juin 1944       | Carentan               | 50    | Basse-Normandie            | Américaine : 101e division aéroportée | Bataille de Carentan |
| 14 juin 1944       | Barrage de Marèges     | 15 19 | Auvergne Limousin          | Française : maquis du Limousin | [ 4 ] |
| 21 juin 1944       | Valognes               | 50    | Basse-Normandie            | Américaine : 4e division d'infanterie | |
| 1er juillet 1944   | Cherbourg              | 50    | Basse-Normandie            | Américaine : 79e division d'infanterie | Bataille de Cherbourg |
| 18 juillet 1944    | Saint-Lô               | 50    | Basse-Normandie            | Américaine : 29e division d'infanterie, 30e division d'infanterie et 35e division d'infanterie                                            | , Bataille de Saint-Lô |
| 20 juillet 1944    | Caen                   | 14    | Basse-Normandie            | Britannique et canadienne : 2e armée et 3e division d'infanterie canadienne                                                               | Bataille de Caen |
| 28 juillet 1944    | Coutances              | 50    | Basse-Normandie            | Américaine : 4e division blindée | , Opération Cobra |
| 30 juillet 1944    | Granville              | 50    | Basse-Normandie            | Américaine : ? | Les forces allemandes quittent la ville sans combats, Opération Cobra. Réoccupée quelques heures le 9 mars 1945 lors du raid de Granville. |
| 31 juillet 1944    | Avranches              | 50    | Basse-Normandie            | Américaine : ? | , Opération Cobra |
| 4 août 1944        | Rennes                 | 35    | Bretagne                   | Américaine et française : 8e division d'infanterie et Forces françaises de l'intérieur                                                    | Libération de Rennes |
| 4 août 1944        | Châteaubriant          | 44    | Pays de la Loire           | Américaine : forces dirigées par le général George Patton                                                                                 | [ 7 ] |
| 5 août 1944        | Ancenis                | 44    | Pays de la Loire           | Américaine : ? | [ 8 ] |
| 6 août 1944        | Vannes                 | 56    | Bretagne                   | Américaine : ? | [ 9 ] |
| 6 août 1944        | Laval                  | 53    | Pays de la Loire           | Américaine : 79e division d'infanterie | Libération de Laval |
| 6 août 1944        | Mayenne                | 53    | Pays de la Loire           | Américaine : 90e division d'infanterie | , Libération de Mayenne |
| 8 août 1944        | Le Mans                | 72    | Pays de la Loire           | Américaine : 79e division d'infanterie et 90e division d'infanterie                                                                       | [ 11 ] |
| 8 août 1944        | Quimper                | 29    | Bretagne                   | À déterminer | Les forces allemandes quittent la ville sans combats                                                                                       |
| 8 août 1944        | Vire                   | 14    | Basse-Normandie            | Américaine : 116e régiment d'infanterie                                                                                                   | [ 13 ] |
| 10 août 1944       | Angers                 | 49    | Pays de la Loire           | Américaine : 5e division d'infanterie | [ 14 ] |
| 12 août 1944       | Alençon                | 61    | Basse-Normandie            | Française : 2e division blindée | Poche de Falaise |
| 12 août 1944       | Nantes                 | 44    | Pays de la Loire           | Américaine : 3e armée | Les forces allemandes quittent la ville sans combats                                                                                       |
| 12 août 1944       | Privas                 | 07    | Rhône-Alpes                | Française : résistance intérieure française                                                                                               | [ 16 ] |
| 15 août 1944       | Brive-la-Gaillarde     | 19    | Limousin                   | Française : maquis du Limousin | [ 17 ] |
| 16 août 1944       | Orléans                | 45    | Centre                     | Américaine : forces dirigées par le général Patton                                                                                        | [ 5 ] |
| 16 août 1944       | Tulle                  | 19    | Limousin                   | Française : maquis du Limousin | Brigade Jesser |
| (17 août 1944)     | Ussel                  | 19    | Limousin                   | Française : maquis du Limousin | Réoccupée en fin de journée par la brigade Jesser                                                                                          |
| 17 août 1944       | Saint-Malo             | 35    | Bretagne                   | Américaine : ? | Libération de Saint-Malo |
| 17 août 1944       | Tarbes                 | 65    | Midi-Pyrénées              | À déterminer | [ 18 ] |
| 17 août 1944       | Cahors                 | 46    | Midi-Pyrénées              | À déterminer | [ 19 ] |
| 18 août 1944       | Chartres               | 28    | Centre                     | Américaine : 5e division d'infanterie et 7e division blindée                                                                              | [ 5 ] |
| 18 août 1944       | Rambouillet            | 78    | Île-de-France              | Américaine : 3e armée, 7th Armored Division, 3rd Cavalry Group (en reconnaissance le 16 août)                                             | |
| 18 août 1944       | Blois                  | 41    | Centre                     | Française : résistance intérieure française                                                                                               | [ 20 ] |
| 18 août 1944       | Perpignan              | 66    | Languedoc-Roussillon       | Française : 1re division française libre                                                                                                  | [ 21 ] |
| 19 août 1944       | Carcassonne            | 11    | Languedoc-Roussillon       | À déterminer | Les forces allemandes quittent la ville sans combats                                                                                       |
| 19 août 1944       | Périgueux              | 24    | Aquitaine                  | À déterminer | Les forces allemandes quittent la ville sans combats                                                                                       |
| 19 août 1944       | Agen                   | 47    | Aquitaine                  | À déterminer | Les forces allemandes quittent la ville sans combats                                                                                       |
| 19 août 1944       | Montauban              | 82    | Midi-Pyrénées              | Française : résistance intérieure française                                                                                               | [ 23 ] |
| 19 août 1944       | Lourdes                | 65    | Midi-Pyrénées              | Française : résistance intérieure française                                                                                               | [ 18 ] |
| 19 août 1944       | Toulouse               | 31    | Midi-Pyrénées              | Française : résistance intérieure française                                                                                               | Libération de Toulouse |
| 19 août 1944       | Foix                   | 09    | Midi-Pyrénées              | Française : résistance intérieure française majoritairement constituée de réfugiés républicains espagnols                                 | [ 24 ] |
| 19 août 1944       | Auch                   | 32    | Midi-Pyrénées              | À déterminer | Les forces allemandes quittent la ville sans combats                                                                                       |
| 19 août 1944       | Mantes-la-Jolie        | 78    | Île-de-France              | Américaine : forces dirigées par le général Patton                                                                                        | [ 5 ] |
| 19 août 1944       | Digne                  | 04    | Provence-Alpes-Côte d'Azur | Américaine et française : 36e division d'infanterie et 45e division d'infanterie et résistance intérieure française                       | [ 26 ] |
| 19 août 1944       | Annecy                 | 74    | Rhône-Alpes                | Française : résistance intérieure française                                                                                               | [ 27 ] |
| 19 août 1944       | Saint-Étienne          | 42    | Rhône-Alpes                | À déterminer | Les forces allemandes quittent la ville sans combats                                                                                       |
| 19 août 1944       | Le Puy-en-Velay        | 43    | Auvergne                   | Française : résistance intérieure française                                                                                               | [ 29 ] |
| 20 août 1944       | Pau                    | 64    | Aquitaine                  | À déterminer | [ 30 ] |
| 20 août 1944       | Albi                   | 81    | Midi-Pyrénées              | À déterminer | [ 31 ] |
| 21 août 1944       | Sens                   | 89    | Bourgogne                  | Américaine : forces dirigées par le général Patton                                                                                        | [ 5 ] |
| 21 août 1944       | Castres                | 81    | Midi-Pyrénées              | Française : maquis de Vabre | [ 32 ] |
| 21 août 1944       | Mazamet                | 81    | Midi-Pyrénées              | Française : résistance intérieure française                                                                                               | [ 32 ] |
| 21 août 1944       | Château-Landon         | 77    | Île-de-France              | Américaine : forces dirigées par le général Patton                                                                                        | [ 33 ] |
| 21 août 1944       | Limoges                | 87    | Limousin                   | Française : maquis du Limousin, groupe de Georges Guingouin                                                                               | [ 34 ] |
| 21 août 1944       | Mende                  | 48    | Languedoc-Roussillon       | À déterminer | Les forces allemandes quittent la ville sans combats                                                                                       |
| 21 août 1944       | Mont-de-Marsan         | 40    | Aquitaine                  | Française : ? | Libération de Mont-de-Marsan |
| 21 août 1944       | Roanne                 | 42    | Rhône-Alpes                | Française : ? | [ 36 ] |
| 21 août 1944       | Ussel                  | 19    | Limousin                   | Française : maquis du Limousin après le départ de la brigade Jesser                                                                       | [ 4 ] |
| 22 août 1944       | Corrèze                | 19    | Limousin                   | Française : maquis du Limousin | [ 4 ] |
| 22 août 1944       | Millau                 | 12    | Midi-Pyrénées              | À déterminer | Les forces allemandes quittent la ville sans combats                                                                                       |
| 22 août 1944       | Gap                    | 05    | Provence-Alpes-Côte d'Azur | Française : ? | [ 26 ] |
| 22 août 1944       | Grenoble               | 38    | Rhône-Alpes                | À déterminer | Saint-Barthélemy grenobloise, |
| 23 août 1944       | Chambéry               | 73    | Rhône-Alpes                | À déterminer | [ 38 ] |
| 23 août 1944       | Nemours                | 77    | Île-de-France              | Américaine : forces dirigées par le général Patton                                                                                        | [ 33 ] |
| 23 août 1944       | Fontainebleau          | 77    | Île-de-France              | Américaine : 5e division d'infanterie | [ 33 ] |
| 23 août 1944       | Fontaine-le-Port       | 77    | Île-de-France              | Américaine : forces dirigées par le général Patton                                                                                        | [ 33 ] |
| 23 août 1944       | Lisieux                | 14    | Basse-Normandie            | Britannique et canadienne : ? | |
| 24 août 1944       | Cosne-Cours-sur-Loire  | 58    | Bourgogne                  | À déterminer | Les forces allemandes quittent la ville sans combats                                                                                       |
| 24 août 1944       | Dax                    | 40    | Aquitaine                  | À déterminer | [ 18 ] |
| 24 août 1944       | Saint-Flour            | 15    | Auvergne                   | Française : ? | Les forces allemandes quittent la ville sans combats                                                                                       |
| 24 août 1944       | Melun                  | 77    | Île-de-France              | Américaine : forces dirigées par le général Patton                                                                                        | , |
| 24 août 1944       | Montigny-sur-Loing     | 77    | Île-de-France              | Américaine : forces dirigées par le général Patton                                                                                        | , |
| 24 août 1944       | Nandy                  | 77    | Île-de-France              | Américaine : forces dirigées par le général Patton                                                                                        | , |
| 24 août 1944       | Bernay                 | 27    | Haute-Normandie            | Canadienne : 4e division | Les forces allemandes quittent la ville sans combats                                                                                       |
| 25 août 1944       | Paris                  | 75    | Île-de-France              | Française et américaine : 2e division blindée et 4e division d'infanterie                                                                 | Libération de Paris |
| 25 août 1944       | Trappes                | 78    | Île-de-France              | Française : 2e division blindée | |
| 25 août 1944       | Saint-Cyr-l'École      | 78    | Île-de-France              | Française : 2e division blindée | |
| 25 août 1944       | Versailles             | 78    | Île-de-France              | Française : 2e division blindée | |
| 25 août 1944       | Vernon                 | 27    | Haute-Normandie            | Britannique : ? | [ 42 ] |
| 25 août 1944       | Guéret                 | 23    | Limousin                   | Française : maquis du Limousin | Libération de Guéret |
| 25 août 1944       | Vulaines-sur-Seine     | 77    | Île-de-France              | Américaine : forces dirigées par le général Patton                                                                                        | [ 33 ] |
| 25 août 1944       | Samois-sur-Seine       | 77    | Île-de-France              | Américaine : forces dirigées par le général Patton                                                                                        | [ 33 ] |
| 25 août 1944       | Montereau-Fault-Yonne  | 77    | Île-de-France              | Américaine : 5e division d'infanterie | [ 33 ] |
| 25 août 1944       | Salins                 | 77    | Île-de-France              | Américaine : forces dirigées par le général Patton                                                                                        | [ 33 ] |
| 25 août 1944       | Avignon                | 84    | Provence-Alpes-Côte d'Azur | À déterminer | [ 43 ] |
| 26 août 1944       | Toulon                 | 83    | Provence-Alpes-Côte d'Azur | Française : 1re division française libre, 9e division d'infanterie coloniale, 3e division d'infanterie algérienne et 1re division blindée | Bataille de Toulon (1944) |
| 26 août 1944       | Troyes                 | 10    | Champagne-Ardenne          | Américaine : forces dirigées par le général Patton                                                                                        | , |
| 26 août 1944       | Évry-les-Châteaux      | 77    | Île-de-France              | Américaine : forces dirigées par le général Patton                                                                                        | [ 33 ] |
| 26 août 1944       | Coubert                | 77    | Île-de-France              | Américaine : forces dirigées par le général Patton                                                                                        | [ 33 ] |
| 26 août 1944       | Tournan-en-Brie        | 77    | Île-de-France              | Américaine : forces dirigées par le général Patton                                                                                        | [ 33 ] |
| 26 août 1944       | Chaumes-en-Brie        | 77    | Île-de-France              | Américaine : forces dirigées par le général Patton                                                                                        | [ 33 ] |
| 26 août 1944       | Nangis                 | 77    | Île-de-France              | Américaine : forces dirigées par le général Patton                                                                                        | [ 33 ] |
| 26 août 1944       | Vichy                  | 03    | Auvergne                   | À déterminer | Les forces allemandes quittent la ville sans combats                                                                                       |
| 27 août 1944       | Clermont-Ferrand       | 63    | Auvergne                   | À déterminer | [ 45 ] |
| 27 août 1944       | Coulommiers            | 77    | Île-de-France              | Américaine : forces dirigées par le général Patton                                                                                        | [ 33 ] |
| 27 août 1944       | Lagny                  | 77    | Île-de-France              | Américaine : forces dirigées par le général Patton                                                                                        | [ 33 ] |
| 27 août 1944       | Crécy-en-Brie          | 77    | Île-de-France              | Américaine : forces dirigées par le général Patton                                                                                        | [ 33 ] |
| 27 août 1944       | Meaux                  | 77    | Île-de-France              | Américaine : forces dirigées par le général Patton                                                                                        | [ 33 ] |
| 27 août 1944       | Beton-Bazoches         | 77    | Île-de-France              | Américaine : forces dirigées par le général Patton                                                                                        | [ 33 ] |
| 27 août 1944       | Provins                | 77    | Île-de-France              | Américaine : forces dirigées par le général Patton                                                                                        | [ 33 ] |
| 28 août 1944       | Marseille              | 13    | Provence-Alpes-Côte d'Azur | Française : 3e division d'infanterie algérienne, Groupements de Tabors marocains et 1re division blindée                                  | Bataille de Marseille |
| 28 août 1944       | Les Sables-d'Olonne    | 85    | Pays de la Loire           | À déterminer | Les forces allemandes quittent la ville sans combats                                                                                       |
| 28 août 1944       | Épernay                | 51    | Champagne-Ardenne          | Américaine : forces dirigées par le général Patton                                                                                        | |
| 28 août 1944       | Mareuil-sur-Ay         | 51    | Champagne-Ardenne          | Américaine : forces dirigées par le général Patton                                                                                        | |
| 28 août 1944       | Aÿ                     | 51    | Champagne-Ardenne          | Américaine : forces dirigées par le général Patton                                                                                        | |
| 28 août 1944       | Nice                   | 06    | Provence-Alpes-Côte d'Azur | À déterminer | Libération de Nice |
| 28 août 1944       | Annet-sur-Marne        | 77    | Île-de-France              | Américaine : forces dirigées par le général Patton                                                                                        | [ 33 ] |
| 28 août 1944       | La Ferté-sous-Jouarre  | 77    | Île-de-France              | Américaine : forces dirigées par le général Patton                                                                                        | [ 33 ] |
| 28 août 1944       | Vaires-sur-Marne       | 77    | Île-de-France              | Américaine : forces dirigées par le général Patton                                                                                        | [ 33 ] |
| 29 août 1944       | Bordeaux               | 33    | Aquitaine                  | À déterminer | Les forces allemandes quittent la ville sans combats                                                                                       |
| 29 août 1944       | Niort                  | 79    | Poitou-Charentes           | À déterminer | [ 48 ] |
| 30 août 1944       | Rouen                  | 76    | Haute-Normandie            | Canadienne : ? | [ 49 ] |
| 30 août 1944       | Beauvais               | 60    | Picardie                   | Britannique : ? | [ 50 ] |
| 30 août 1944       | Laon                   | 02    | Picardie                   | À déterminer | [ 51 ] |
| 30 août 1944       | Uzès                   | 30    | Languedoc-Roussillon       | À déterminer | [ 43 ] |
| 30 août 1944       | Montélimar             | 26    | Rhône-Alpes                | À déterminer | [ 26 ] |
| 30 août 1944       | Reims                  | 51    | Champagne-Ardenne          | À déterminer | [ 52 ] |
| 30 août 1944       | Saint-Dizier           | 52    | Champagne-Ardenne          | Américaine : forces dirigées par le général Patton                                                                                        | , |
| 31 août 1944       | Amiens                 | 80    | Picardie                   | Britannique : 2e armée | [ 55 ] |
| 31 août 1944       | Les Andelys            | 27    | Haute-Normandie            | Britannique : ? | |
| 1er septembre 1944 | Tours                  | 37    | Centre                     | À déterminer | Les forces allemandes quittent la ville sans combats                                                                                       |
| 1er septembre 1944 | Arras                  | 62    | Nord-Pas-de-Calais         | Britannique : 2e armée | [ 55 ] |
| 1er septembre 1944 | Verdun                 | 55    | Lorraine                   | À déterminer | Seconde Guerre mondiale : septembre 1944                                                                                                   |
| 1er septembre 1944 | Angoulême              | 16    | Poitou-Charentes           | À déterminer | |
| 1er septembre 1944 | Le Pouzin              | 07    | Rhône-Alpes                | À déterminer | Pouzin pendant la Seconde Guerre mondiale                                                                                                  |
| 1er septembre 1944 | Dieppe                 | 76    | Haute-Normandie            | Canadienne : les Fusiliers Mont-Royal et The Royal Regiment of Canada                                                                     | Raid de Dieppe |
| 1er septembre 1944 | Charleville-Mézières   | 08    | Champagne-Ardenne          | À déterminer | [ 56 ] |
| 2 septembre 1944   | Cézembre               | 35    | Bretagne                   | À déterminer | Libération de Saint-Malo |
| 2 septembre 1944   | Loches                 | 37    | Centre                     | À déterminer | , |
| 2 septembre 1944   | Valenciennes           | 59    | Nord-Pas-de-Calais         | Américaine : ? | [ 55 ] |
| 2 septembre 1944   | Montpellier            | 34    | Languedoc-Roussillon       | Française : forces dirigées par le général Jean de Lattre de Tassigny                                                                     | [ 43 ] |
| 3 septembre 1944   | Lille                  | 59    | Nord-Pas-de-Calais         | Britannique : 2e armée | [ 55 ] |
| 3 septembre 1944   | Lyon                   | 69    | Rhône-Alpes                | Française : 1re armée | [ 5 ] |
| 4 septembre 1944   | Montreuil              | 62    | Nord-Pas-de-Calais         | Canadienne : forces dirigées par le général Harry Crerar                                                                                  | [ 55 ] |
| 4 septembre 1944   | Bourg-en-Bresse        | 01    | Rhône-Alpes                | À déterminer | [ 59 ] |
| 4 septembre 1944   | Mâcon                  | 71    | Bourgogne                  | À déterminer | [ 60 ] |
| 4 septembre 1944   | Vierzon                | 18    | Centre                     | À déterminer | [ 61 ] |
| 5 septembre 1944   | Saint-Omer             | 62    | Nord-Pas-de-Calais         | Polonaise : ? | [ 55 ] |
| 5 septembre 1944   | Poitiers               | 86    | Poitou-Charentes           | À déterminer | Poitiers pendant la Seconde Guerre mondiale                                                                                                |
| 5 septembre 1944   | Chalon-sur-Saône       | 71    | Bourgogne                  | À déterminer | [ 63 ] |
| 6 septembre 1944   | Moulins                | 03    | Auvergne                   | À déterminer | [ 64 ] |
| 7 septembre 1944   | Besançon               | 25    | Franche-Comté              | À déterminer | [ 26 ] |
| 7 septembre 1944   | Briançon               | 05    | Provence-Alpes-Côte d'Azur | À déterminer | |
| 9 septembre 1944   | Dole                   | 39    | Franche-Comté              | À déterminer | [ 65 ] |
| 9 septembre 1944   | Nevers                 | 58    | Bourgogne                  | À déterminer | [ 66 ] |
| 9 septembre 1944   | Autun                  | 71    | Bourgogne                  | À déterminer | [ 66 ] |
| 10 septembre 1944  | Issoudun               | 36    | Centre                     | À déterminer | , Reddition de la colonne Elster |
| 11 septembre 1944  | Dijon                  | 21    | Bourgogne                  | À déterminer | [ 66 ] |
| 12 septembre 1944  | Le Havre               | 76    | Haute-Normandie            | À déterminer | Bataille de Normandie |
| 12 septembre 1944  | Andelot-Blancheville   | 52    | Champagne-Ardenne          | Américaine : ? | [ 44 ] |
| 12 septembre 1944  | Nod-sur-Seine          | 21    | Bourgogne                  | Française : 2e division blindée et 1re division blindée                                                                                   | , |
| 12 septembre 1944  | Vesoul                 | 70    | Franche-Comté              | À déterminer | [ 70 ] |
| 13 septembre 1944  | Chaumont               | 52    | Champagne-Ardenne          | Française : 2e division blindée | Les forces allemandes quittent la ville sans combats                                                                                       |
| 15 septembre 1944  | Nancy                  | 54    | Lorraine                   | À déterminer | Libération de Nancy |
| 16 septembre 1944  | Beaugency              | 45    | Centre                     | À déterminer | Reddition de la colonne Elster |
| 18 septembre 1944  | Brest                  | 29    | Bretagne                   | À déterminer | Bataille de Brest |
| 19 septembre 1944  | Boulogne-sur-Mer       | 62    | Nord-Pas-de-Calais         | Britannique et canadienne : ? | Opération Wellhit |
| 24 septembre 1944  | Épinal                 | 88    | Lorraine                   | À déterminer | Bataille des Vosges |
| 30 septembre 1944  | Calais                 | 62    | Nord-Pas-de-Calais         | Britannique et canadienne : ? | Opération Undergo |
| 20 novembre 1944   | Belfort                | 90    | Franche-Comté              | À déterminer | [ 73 ] |
| 21 novembre 1944   | Mulhouse               | 68    | Alsace                     | Française : 1re division blindée | |
| 22 novembre 1944   | Metz                   | 57    | Lorraine                   | Américaine : 3e armée | Bataille de Metz |
| 23 novembre 1944   | Strasbourg             | 67    | Alsace                     | Française : 2e division blindée | Histoire de Strasbourg |
| 27 novembre 1944   | Villé                  | 67    | Alsace                     | Américaine : ? | |
| 4 décembre 1944    | Carling                | 57    | Lorraine                   | Américaine : 3e armée | |
| 4 décembre 1944    | Guebenhouse            | 57    | Lorraine                   | Américaine : 3e armée | [ 75 ] |
| 4 décembre 1944    | Loupershouse           | 57    | Lorraine                   | Américaine : 3e armée | [ 76 ] |
| 4 décembre 1944    | Puttelange-aux-Lacs    | 57    | Lorraine                   | Américaine : 3e armée | . |
| 6 décembre 1944    | Sarreguemines          | 57    | Lorraine                   | Américaine : ? | [ 78 ] |
| 2 février 1945     | Colmar                 | 68    | Alsace                     | Américaine et française : ? | Poche de Colmar |
| 4 février 1945     | Turckheim              | 68    | Alsace                     | À déterminer | Poche de Colmar |
| 14 mars 1945       | Forbach                | 57    | Lorraine                   | Américaine et française : ? | [ 79 ] |
| 16 mars 1945       | Bitche                 | 57    | Lorraine                   | Américaine : ? | Libération de Bitche en 1945 |
| 16 mars 1945       | Haguenau               | 67    | Alsace                     | Américaine : ? | [ 80 ] |
| 19 mars 1945       | Wissembourg            | 67    | Alsace                     | Américaine : forces dirigées par le général Alexander Patch                                                                               | [ 81 ] |
| 19 mars 1945       | Lauterbourg            | 67    | Alsace                     | Française : ? | [ 82 ] |
| 18 avril 1945      | Royan                  | 17    | Poitou-Charentes           | Française : ? | Poche de Royan et de la pointe de Grave |
| 24 avril 1945      | Saorge                 | 06    | Provence-Alpes-Côte d'Azur | À déterminer | [ 84 ] |
| 30 avril 1945      | Île d'Oléron           | 17    | Poitou-Charentes           | Française : 158e régiment d'infanterie et 32e régiment d'artillerie                                                                       | [ 85 ] |
| 8 mai 1945         | La Rochelle            | 17    | Poitou-Charentes           | À déterminer | Poche de La Rochelle |
| 9 mai 1945         | Dunkerque              | 59    | Nord-Pas-de-Calais         | À déterminer | Siège de Dunkerque (1944-1945) |
| 9 mai 1945         | Île de Ré              | 17    | Poitou-Charentes           | À déterminer | [ 86 ] |
| 10 mai 1945        | Lorient                | 56    | Bretagne                   | À déterminer | Poche de Lorient |
| 10 mai 1945        | Belle-Île-en-Mer       | 56    | Bretagne                   | À déterminer | Poche de Lorient |
| 10 mai 1945        | Groix                  | 56    | Bretagne                   | À déterminer | Poche de Lorient |
| 10 mai 1945        | Presqu’île de Quiberon | 56    | Bretagne                   | À déterminer | Poche de Lorient |
| 11 mai 1945        | Saint-Nazaire          | 44    | Pays de la Loire           | À déterminer | Poche de Saint-Nazaire |
| 11 mai 1945        | Bouvron                | 44    | Pays de la Loire           | À déterminer | Poche de Saint-Nazaire |